# Justin Verlander
Justin Brooks Verlander (né le 20 février 1983 à Manakin-Sabot, Virginie, États-Unis) est un lanceur droitier des Giants de San Francisco de la Ligue majeure de baseball.
De 2005 à 2017, Verlander joue pour les Tigers de Détroit. Désigné meilleure recrue en Ligue américaine à sa première saison complète en 2006, il reçoit en 2011 le trophée Cy Young du meilleur lanceur et le prix du joueur par excellence de la Ligue américaine.
Invité neuf fois au match des étoiles (2007, 2009-2013, 2018, 2019 et 2022), il lance deux matchs sans point ni coup sûr (2007 et 2011).
Avec Houston, il est nommé joueur par excellence de la Série de championnat 2017 de la Ligue américaine.

## Carrière

### Universitaire
Étudiant à la Old Dominion University de Richmond (Virginie) à partir de 2002, Justin Verlander est désigné meilleur recrue de l'année en Colonial Athletic Association (1,90 de moyenne de points mérités). Il confirme l'année suivante et est sélectionné en équipe des États-Unis pour les Jeux panaméricains durant l'été 2003. La sélection américaine enlève la médaille d'argent.
Rendant une fiche de 7 victoires pour 6 défaites en 15 matches, une moyenne de points mérités de 3,49 et 151 retraits sur des prises, Justin Verlander est sélectionné en équipe première de la All-Colonial Athletic Association. Il est également élu athlète de l'année de son université.

### Tigers de Détroit
Justin Verlander est repêché le 7 juin 2004 par les Tigers de Détroit au premier tour. Il est le deuxième athlète sélectionné au total. Les Padres de San Diego, seule équipe à repêcher avant les Tigers cette année-là, jettent leur dévolu sur Matt Bush comme toute première sélection. Bush, un joueur d'arrêt-court plus tard devenu lanceur, stagne dans les plus bas échelons des ligues mineures sans passer aux grandes ligues, enchaînant tant les blessures que les ennuis avec la justice, pendant que Verlander s'impose rapidement comme un des meilleurs lanceurs du baseball majeur.

#### Saison 2005
Justin Verlander débute en Ligue majeure dès le 4 juillet 2005. Ses deux départs pour les Tigers de Détroit durant la saison se soldent par des défaites et il passe la quasi-totalité de l'année dans les ligues mineures.

#### Saison 2006
Verlander fait des débuts remarqués en 2006 avec les Tigers. Il gagne 17 décisions contre neuf défaites et affiche une moyenne de points mérités de 3,63.
Désigné meilleure recrue en Ligue américaine en 2006, il termine 7e du vote pour Trophée Cy Young et 15e pour le titre de meilleur joueur de la saison.
Les Tigers disputent les séries éliminatoires en 2006 et leur parcours s'arrête en Série mondiale face aux Cardinals de Saint-Louis. Lors de la finale contre les Cards, Verlander est lanceur partant pour deux matchs; ce sont deux défaites et il accorde 10 points aux Cards en 11 manches au monticule.

#### Saison 2007
Verlander réussit un match sans point ni coup sûr le 12 juin 2007 contre les Brewers de Milwaukee. C'est le 6e no-hitter de l'histoire des Tigers. Un mois plus tard, il honore sa première sélection au match des étoiles. En fin de saison, Verlander termine 5e du vote pour le Trophée Cy Young.

#### Saison 2008

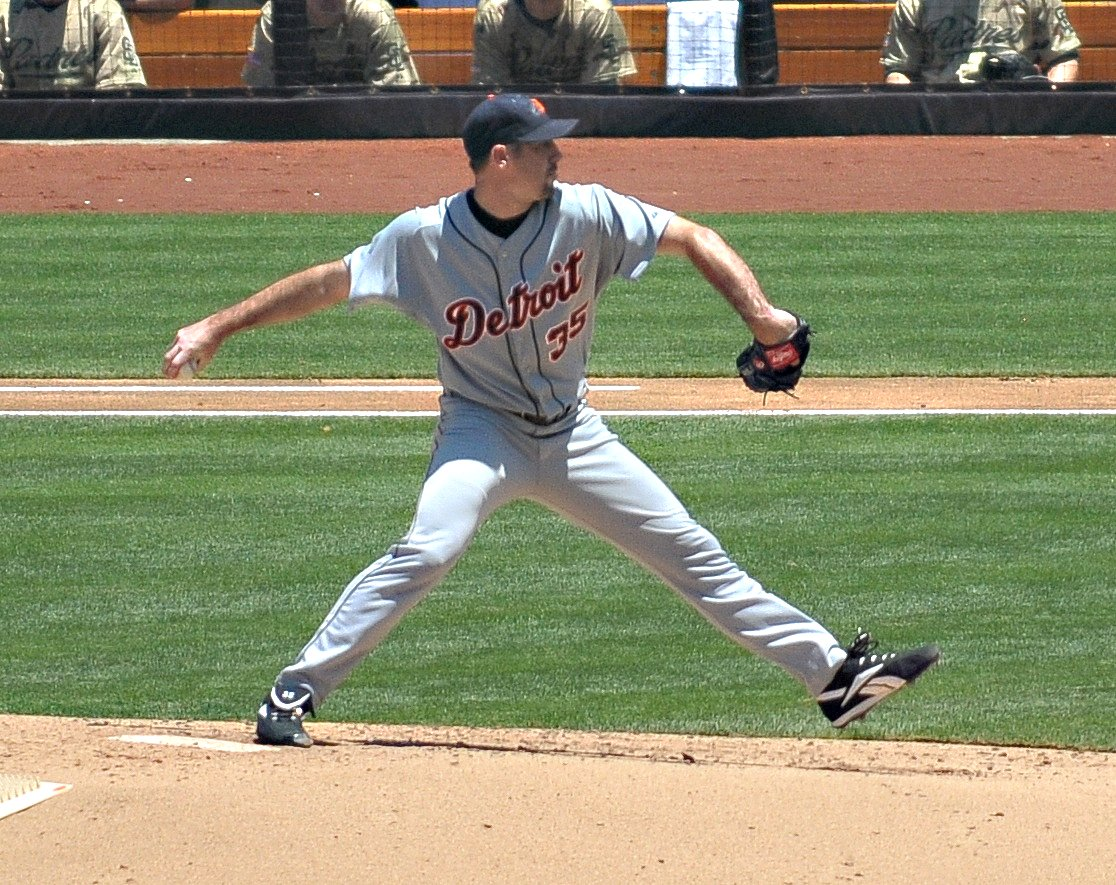
Justin Verlander en 2008.

À l'image de la médiocre saison des Tigers en 2008, Verlander enregistre 17 défaites pour seulement 11 victoires; il est logiquement absent des bilans de fin de saison.

#### Saison 2009
Avec 19 victoires, 269 retraits sur des prises et une moyenne de points mérités de 3,45, Verlander est l'un des meilleurs lanceurs de l'année 2009. Il est premier dans les majeures pour les victoires, les retraits sur des prises et le nombre de manches lancées (240). Il affiche de plus parmi les lanceurs de la Ligue américaine la plus haute moyenne de retraits sur des prises (10,1) par tranche de neuf manches lancées. Seul Tim Lincecum des Giants de la Ligue nationale fait légèrement mieux que lui à ce chapitre.
En plus d'honorer sa seconde sélection à la partie d'étoiles, Verlander reçoit un vote de première place pour le trophée Cy Young, terminant juste derrière le lauréat Zack Greinke et Felix Hernandez, et obtient quelques votes pour le 20e rang au titre de joueur par excellence de la saison.

#### Saison 2010
Verlander est quatrième pour les victoires (18, contre neuf défaites) et quatrième pour les retraits sur trois prises (219) dans la Ligue américaine en 2010. Il est considéré pour le trophée Cy Young mais prend la 11e place du vote.

#### Saison 2011
Le 7 mai 2011 au Centre Rogers à Toronto, Verlander réussit le second match sans point ni coup sûr de sa carrière dans une victoire de 9-0 des Tigers sur les Blue Jays. Le droitier ne rate un match parfait que par un but-sur-balles alloué en huitième manche.
Avec six victoires, aucune défaite, une moyenne de points mérités de 0,92 et 54 retraits sur des prises en 49 manches lancées en un mois, il est nommé lanceur par excellence du mois de juin 2011 en Ligue américaine. Il avait reçu le même honneur en mai 2009.
Il est invité en juillet à son quatrième match d'étoiles, un honneur qu'il reçoit pour la troisième fois en trois ans.
Le 27 août, il remporte sa 20e victoire de la saison. En plus d'être le premier artilleur des majeures à atteindre ce nombre en 2011, il est le premier lanceur du baseball depuis Curt Schilling en 2002 à compter 20 victoires avant la fin du mois d'août. Il est de plus le lanceur des Tigers à atteindre les 20 victoires le plus rapidement dans l'année depuis Mickey Lolich en 1972.
Il termine la saison 2011 avec 24 victoires contre seulement cinq défaites, un sommet dans le baseball majeur. Il est le lanceur ayant remporté le plus de victoires en une saison depuis les 24 de Randy Johnson des Diamondbacks de l'Arizona en 2002 et celui ayant gagné le plus de matchs en Ligue américaine depuis Bob Welch, vainqueur de 27 décisions pour les A's d'Oakland en 1990. Il affiche la meilleure moyenne de points mérités de la Ligue américaine : 2,40 en 251 manches lancées, un sommet dans les majeures. Il domine aussi tous les lanceurs des deux ligues avec 250 retraits sur des prises et une WHIP de 0,92.
Sans surprise, Verlander est unanimement voté meilleur lanceur de l'année en Ligue américaine et remporte le trophée Cy Young. Il reçoit aussi le prix du joueur par excellence de la saison dans la Ligue américaine. Cette récompense étant rarement remise à un lanceur, il est le premier à le gagner depuis le releveur Dennis Eckersley en 1992 et le premier lanceur partant honoré de la sorte depuis Roger Clemens en 1986. Au vote du joueur de l'année, Verlander devance Jacoby Ellsbury (Boston), José Bautista (Toronto), Curtis Granderson (New York) et son coéquipier de Détroit Miguel Cabrera. Enfin, il est le premier joueur des Tigers à recevoir l'honneur depuis Willie Hernández (également un lanceur) en 1984.

#### Saison 2012
Le 18 mai 2012 à Détroit face aux Pirates de Pittsburgh, Verlander rate de justesse un troisième match sans point ni coup sûr en carrière. Avec seulement deux retraits à réussir en neuvième manche, il accorde un premier coup sûr, à Josh Harrison des Pirates. Il termine ce match complet d'un coup sûr avec 12 retraits sur des prises et deux buts-sur-balles accordés dans une victoire de 6-0 des Tigers.
Verlander est choisi comme lanceur partant de la Ligue américaine au Match des étoiles de la Ligue majeure de baseball 2012 à Kansas City le 10 juillet.
Il est nommé meilleur lanceur du mois de septembre dans la Ligue américaine.
Le droitier mène en 2012 le baseball majeur pour les retraits sur des prises (239), les matchs complets (6) et les manches lancées (238,1). Il remporte 17 victoires contre 8 défaites en 33 départs et réussit un blanchissage. Sa moyenne de points mérités de 2,64 est la troisième meilleure du baseball après celles de Clayton Kershaw des Dodgers de Los Angeles et David Price des Rays de Tampa Bay. Ce dernier prive d'ailleurs Verlander d'un deuxième trophée Cy Young consécutif en remportant de justesse, avec une voix de première place de plus, le vote de fin d'année désignant le meilleur lanceur de la ligue. Verlander termine huitième au vote du joueur par excellence de la saison, prix remporté par son coéquipier Miguel Cabrera.
De retour en séries éliminatoires avec les Tigers, tentant de faire oublier des performances plutôt banales jusque-là en matchs d'après-saison. Il est le partant du club dans le premier match de la Série de divisions contre les Athletics d'Oakland. Il ne donne que trois coups sûrs et un point et enregistre 11 retraits sur des prises pour la victoire dans ce premier affrontement. De retour au monticule pour le cinquième et ultime match de la série, il réussit un match complet et un blanchissage en retirant de nouveau 11 adversaires sur des prises pour une seconde victoire, par le score de 6-0. Sa moyenne de points mérités n'est que de 0,56 en 16 manches lancées dans cette série. Partant du troisième match de Série de championnat contre les Yankees de New York, il ne réussit que 3 retraits au bâton mais est une de fois plus gagnant avec un point alloué sur trois coups sûrs dans un gain de 2-1 des Tigers. Lançant en Série mondiale pour la première fois en six ans, il est incapable d'obtenir sa première victoire en finale alors que les Giants de San Francisco, éventuels champions, marquent cinq points en quatre manches contre lui.

#### Saison 2013

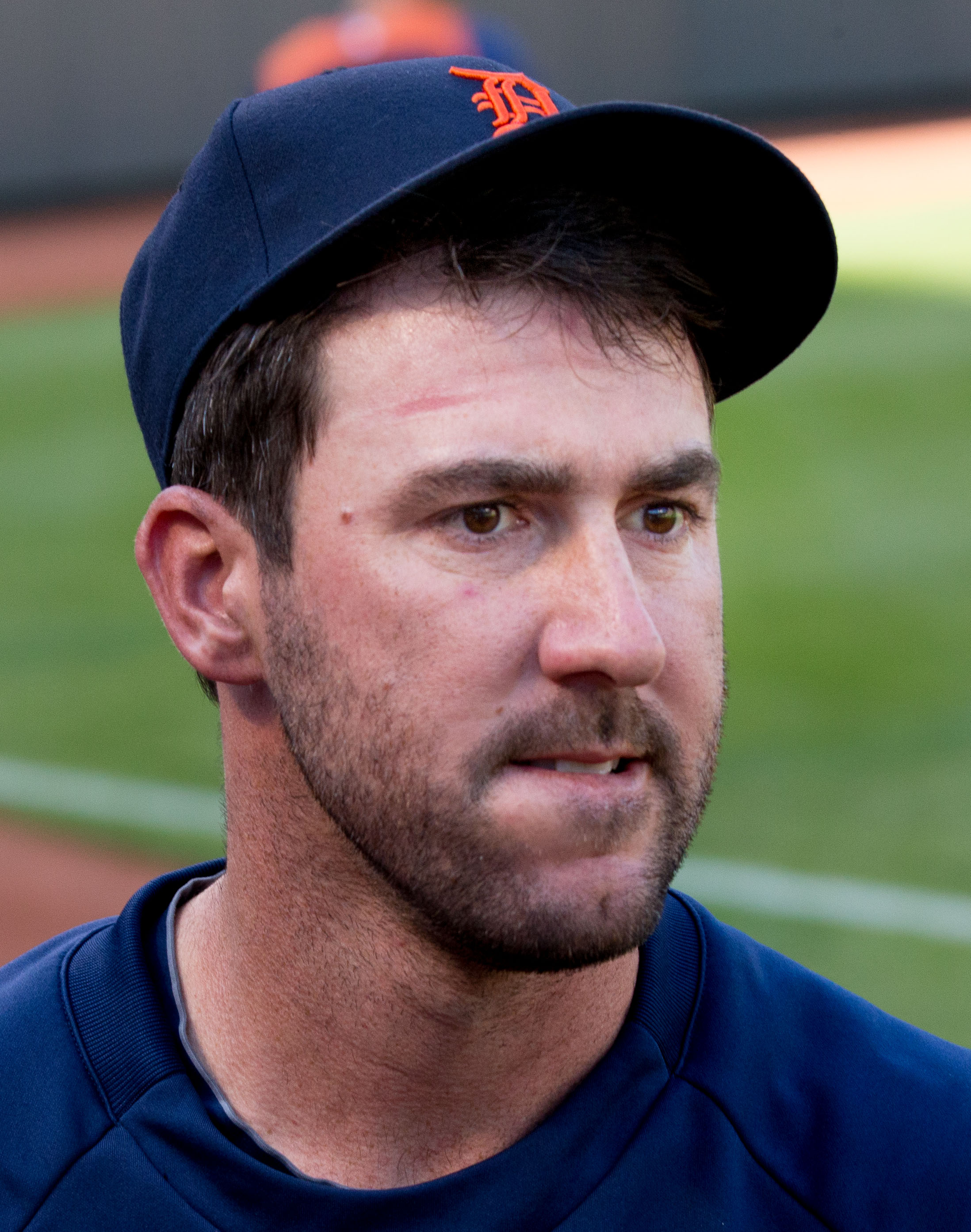
Justin Verlander en 2013.

Le 29 mars 2013, Verlander devient le lanceur le mieux payé de l'histoire du baseball lorsqu'il accepte des Tigers une prolongation de contrat de 180 millions de dollars US pour cinq saisons, qui le lie au club jusqu'en 2019 avec une option pour la saison 2020. La valeur de ce contrat dépasse de 5 millions le précédent record établi par Félix Hernández et la prolongation de contrat reçue le mois précédent des Mariners de Seattle. Verlander est le lanceur le mieux payé du baseball jusqu'à ce qu'un contrat record soit accordé à Clayton Kershaw des Dodgers de Los Angeles en janvier 2014.
Verlander n'est pas en mesure de répéter en 2013 ses succès des deux années précédentes, alors que son coéquipier Max Scherzer s'impose comme le meilleur partant des Tigers durant leur saison et qu'Aníbal Sánchez mène la Ligue américaine pour la moyenne de points mérités. Verlander gagne 13 matchs mais encaisse 12 défaites et sa moyenne grimpe de plusieurs points, passant de 2,64 en 2012 à 3,46. Il mène le baseball majeur pour le nombre de départs avec 34 et dépasse les 200 manches lancées pour la 7e année de suite, totalisant 218 manches et un tiers de travail. Ses 217 retraits sur des prises le placent 4e de la Ligue américaine et second chez les Tigers après Scherzer. C'est la 5e année de suite qu'il dépasse les 200 retraits au bâton. Il honore sa 6e invitation au match d'étoiles de mi-saison.

##### Séries éliminatoires
En séries éliminatoires, il est choisi comme lanceur partant des Tigers pour le second match de la Série de divisions de la Ligue américaine face aux Athletics d'Oakland le 5 octobre. Il livre un épique duel de lanceurs, à la recrue d'Oakland Sonny Gray. Verlander ne donne aucun point sur 4 coups sûrs en 7 manches lancées et retire 11 adversaires sur des prises, mais n'est pas impliqué dans la décision lorsque les Athletics arrachent une victoire de 1-0 en 9e manche. Cinq jours plus tard, Verlander est choisi pour une fois de plus affronter Gray de nouveau, cette fois dans le match décisif de cette série contre Oakland.
En 2e et 3e manches du match numéro 3 de la Série de championnat contre Boston, Verlander égale un record des éliminatoires en retirant 6 adversaires de suite sur des prises : Mike Napoli, Jarrod Saltalamacchia, Jonny Gomes, Stephen Drew, Will Middlebrooks et Jacoby Ellsbury. Il réédite une performance en éliminatoires précédemment réalisée par Hod Eller (Reds, Série mondiale 1919), Moe Drabowsky (Orioles, Série mondiale 1966), Todd Worrell (Cardinals, Série mondiale 1985), Mike Hampton (Braves, Série de divisions 2003) et Homer Bailey (Reds, Série de divisions 2012). Un circuit accordé à Napoli dans cette rencontre en fait le lanceur perdant dans un revers de 1-0 des Tigers. Verlander n'accorde que 4 coups sûrs et retire 10 frappeurs sur des prises en 8 manches. Le coup de Napoli met fin à une séquence de 21 manches sans accorder de point en éliminatoires 2013 et c'est, en incluant ses derniers départs de saison régulière, le premier point alloué par Verlander depuis le 18 septembre précédent, pour un total de 30 manches sans point.

#### Saison 2015
Le 26 août 2015, Verlander lance un match d'un coup sûr contre les Angels de Los Angeles. Il rate sa chance de réussir son 3e match sans coup sûr contre lui lorsque Chris Iannetta amorce la 9e manche avec un double.

#### Saison 2016
Verlander semble un lanceur sur le déclin après deux saisons difficiles en 2014 et 2015. Mais en 2016, il est à nouveau l'un des meilleurs du baseball. Il mène largement la Ligue américaine avec 254 retraits sur des prises, lance 227 manches et deux tiers (second plus haut total de la ligue), affiche la meilleure WHIP (1,001) et sa moyenne de points mérités de 3,04 est la deuxième meilleure de l'Amérique après Aaron Sanchez (3,00).
Il gagne presque son second trophée Cy Young du meilleur lanceur, mais prend le second rang d'un vote controversé,,,, : il termine 5 points derrière le lauréat Rick Porcello, son ancien coéquipier maintenant chez les Red Sox de Boston. Ce dernier ne reçoit que 8 votes des 30 votes de première place au scrutin contre 14 pour Verlander, mais devance ce dernier 18 à 2 pour les votes de seconde place. De plus, deux des membres de l'Association des chroniqueurs de baseball d'Amérique choisis cette année-là au sein du panel de 30 membres votant pour ce prix sont critiqués pour avoir entièrement omis Verlander de leurs bulletins. Le système d'attribution des points selon les 1er, 2e, 3e, 4e ou 5e choix sur les bulletins à 5 votes coûte le trophée à Verlander ; c'est seulement la 3e fois de l'histoire que le meneur aux votes de première place ne remporte pas le prix, après Trevor Hoffman et Adam Wainwright, respectivement en 1998 et 2009 dans la Ligue nationale.

### Astros de Houston

#### Saison 2017
Le 31 août 2017, les Tigers de Détroit échangent Justin Verlander aux Astros de Houston. Détroit reçoit en retour trois joueurs des ligues mineures : le lanceur droitier Franklin Pérez, le joueur de champ extérieur Daz Cameron et le receveur Jake Rogers.
Il donne un point en 6 manches et retire 7 frappeurs sur des prises pour une victoire à son premier match pour les Astros, le 5 septembre 2017 à Seattle. À son  second départ le 12 septembre à Anaheim, il ne donne qu'un coup sûr en 8 manches dans une victoire de 1-0 des Astros sur les Angels. Son départ suivant le 17 septembre est son premier à Houston avec sa nouvelle équipe : il donne 3 coups sûrs et un point en 7 manches, retirant 10 joueurs des Mariners sur des prises, dans le match qui confirme le premier titre de la division Ouest pour les Astros et les qualifie pour les séries éliminatoires.

##### Séries éliminatoires
Verlander est nommé joueur par excellence de la Série de championnat 2017 de la Ligue américaine gagnée par les Astros sur les Yankees de New York.

#### Saison 2022
En 2022, après presque deux saisons ratées par la pandémie de Covid-19 et une opération Tommy John, Justin Verlander revient à la compétition à 39 ans. Dirigé par Dusty Baker, qui a lancé jusqu'à 46 ans, la lanceur vise la barre des 300 victoires en carrière. Au terme d'une saison qu’il termine avec 18 victoires, plus que tout autre lanceur de la ligue américaine et une moyenne de points mérités de 1,75 tout en ne lançant que 175 manches, un faible nombre pour Verlander, il remporte le trophée Cy Young.

## Vie personnelle
Depuis décembre 2013, Justin est le compagnon de l'actrice et modèle Kate Upton,,, de neuf ans sa cadette. Le 31 août 2014, des images intimes de lui et de sa compagne sont diffusées sur Internet dans le cadre d'une imposante fuite de photos de célébrités.
Le 4 novembre 2017, le couple s'est marié à Montalcino en Italie après quatre ans de concubinage.
En 2018,ils accueillent leur première enfant, une petite fille nommée Geneviève.

## Statistiques
| Saison | Équipe          | G   | GS  | CG | SHO | V   | D   | SV | IP     | SO   | ERA  |
| ------ | --------------- | --- | --- | -- | --- | --- | --- | -- | ------ | ---- | ---- |
| 2005   | Détroit         | 2   | 0   | 0  | 0   | 0   | 2   | 0  | 11.1   | 7    | 7,15 |
| 2006   | Détroit         | 30  | 30  | 1  | 1   | 17  | 9   | 0  | 186.0  | 124  | 3,63 |
| 2007   | Détroit         | 32  | 32  | 1  | 1   | 18  | 6   | 0  | 201.2  | 183  | 3,66 |
| 2008   | Détroit         | 33  | 33  | 1  | 0   | 11  | 17  | 0  | 201.0  | 163  | 4,84 |
| 2009   | Détroit         | 35  | 35  | 3  | 1   | 19  | 9   | 0  | 240.0  | 269  | 3,45 |
| 2010   | Détroit         | 33  | 33  | 4  | 0   | 18  | 9   | 0  | 224.1  | 219  | 3,37 |
| 2011   | Détroit         | 34  | 34  | 4  | 2   | 24  | 5   | 0  | 251.0  | 250  | 2,40 |
| 2012   | Détroit         | 33  | 33  | 6  | 1   | 17  | 8   | 0  | 238.1  | 239  | 2,64 |
| 2013   | Détroit         | 34  | 34  | 0  | 0   | 13  | 12  | 0  | 218.1  | 217  | 3,46 |
| 2014   | Détroit         | 32  | 32  | 0  | 0   | 15  | 12  | 0  | 206.0  | 159  | 4,54 |
| 2015   | Détroit         | 20  | 20  | 1  | 1   | 5   | 8   | 0  | 133.1  | 113  | 3,38 |
| 2016   | Détroit         | 34  | 34  | 2  | 0   | 16  | 9   | 0  | 227.2  | 254  | 3,04 |
| 2017   | Détroit Houston | 33  | 33  | 0  | 0   | 15  | 8   | 0  | 206.0  | 219  | 3,36 |
| 2018   | Houston         | 34  | 34  | 1  | 1   | 16  | 9   | 0  | 214.0  | 290  | 2,52 |
| Totaux | Totaux          | 419 | 419 | 24 | 8   | 204 | 123 | 0  | 2759.0 | 2706 | 3,39 |

| Saison | Équipe  | G  | GS | CG | SHO | V  | D | SV | IP    | SO  | ERA  |
| ------ | ------- | -- | -- | -- | --- | -- | - | -- | ----- | --- | ---- |
| 2006   | Détroit | 4  | 4  | 0  | 0   | 1  | 2 | 0  | 21.2  | 23  | 5,82 |
| 2011   | Détroit | 4  | 4  | 0  | 0   | 2  | 1 | 0  | 20.1  | 25  | 4,98 |
| 2012   | Détroit | 4  | 4  | 1  | 1   | 3  | 1 | 0  | 28.1  | 29  | 2,22 |
| 2013   | Détroit | 3  | 3  | 0  | 0   | 1  | 1 | 0  | 23.0  | 31  | 0,39 |
| 2014   | Détroit | 1  | 1  | 0  | 0   | 0  | 0 | 0  | 5.0   | 4   | 5,40 |
| 2017   | Houston | 6  | 5  | 1  | 0   | 4  | 1 | 0  | 36.2  | 38  | 2,21 |
| 2018   | Houston | 3  | 3  | 0  | 0   | 2  | 1 | 0  | 17.1  | 17  | 4,15 |
| Totaux | Totaux  | 25 | 24 | 2  | 1   | 13 | 7 | 0  | 152.1 | 167 | 3,19 |

Note : G = Matches joués ; GS = Matches comme lanceur partant ; CG = Matches complets ; SHO = Blanchissages ; 
V = Victoires ; D = Défaites ; SV = Sauvetages ; IP = Manches lancées ; SO = Retraits sur des prises ; ERA = Moyenne de points mérités.